# HD 169223
HD 169223，又名BD+16 3478，SAO 103660、HR 6887，是一颗恒星，视星等为6.22，位于銀經44.91，銀緯13.67，其B1900.0坐标为赤經18h 18m 35.4s，赤緯+16° 13.67′ 16″。